# Réal vénézuélien
Le réal vénézuélien est la première monnaie du Venezuela indépendant, en vigueur jusqu'en 1843, remplacée ensuite par le peso vénézuélien.

## Histoire

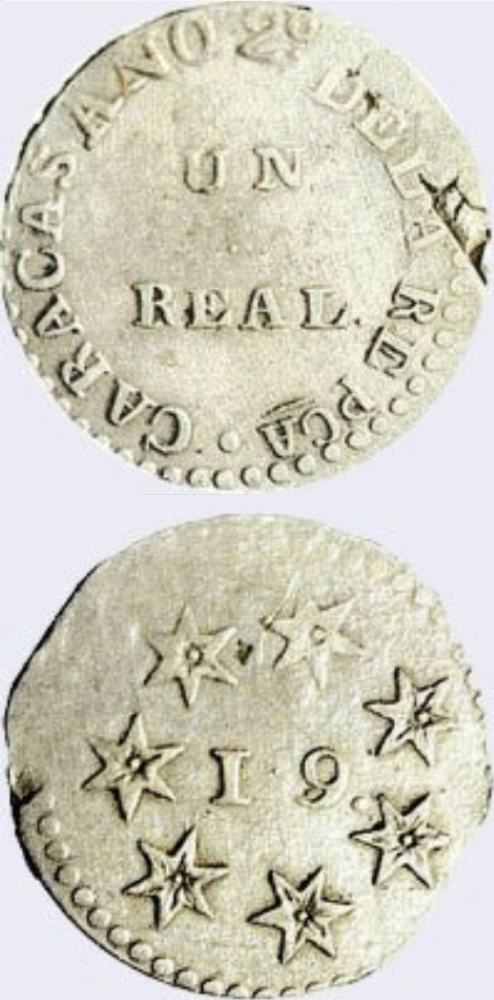
Pièce de 1 réal en argent frappée à Caracas en 1812 comportant les symboles d'indépendance républicaine.

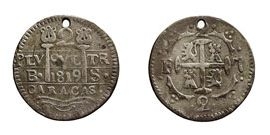
Pièce de 2 réaux en argent frappée à Caracas aux armes de Ferdinand VII (1819).

Territoire sous le contrôle de l'Empire colonial espagnol, il souffre d'une famine monétaire tout au long du XVIIIe siècle. Le 14 septembre 1795, le conseil municipal de Caracas décide de la fabrication d'une monnaie de cuivre officielle pour en pallier le manque, établissant en même temps une amende pour ceux qui utiliseraient une autre monnaie ou la falsifieraient : c'est la première monnaie frappée sur le sol même du futur Venezuela — en réalité, dans les limites de la province de Caracas. En novembre 1802, un véritable atelier monétaire est ouvert à Caracas, très actif jusqu'en 1805. Les pièces qui sortent de cette atelier sont toutes des multiples du réal espagnol mais portent la mention de Caracas sur leurs flancs et les armes de l'Empire. On a des pièces de ⅛ et ¼ de réal en cuivre, et de 1, 2 et 4 réaux en argent. 
Le 9 juillet 1811, des insurgés proclament les États-Unis de Venezuela et donc l'indépendance du territoire vis-à-vis la couronne espagnole. La loi du 24 août 1811 définit la monnaie vénézuélienne ainsi : 8 réaux font un peso. Les premiers réaux républicains sont frappés en 1812, et portent tous le chiffre « 19 » (jour de la révolution en avril 1810). Les valeurs sont de ⅛ et ¼ de réal en cuivre, et de ½ et 1 réal en argent. Ce sont effectivement les premières pièces d'un pays qui se proclame libre. Dans la foulée, des billets sont cependant imprimés, garantis par l'hypothèque de biens nationalisés (avec des valeurs en peso de réaux), car les républicains se retrouvent dans l'incapacité de produire assez de numéraire ; ils font cependant dessiner de nouveaux projets de pièces.
Certaines parties du territoire demeurent royalistes, comme la province du Guayana, qui frappe entre 1813 et 1817 des monnaies (¼ et ½ de réal en argent) ; le Maracaibo, avec des pièces d'½ et deux-quarts de réal en cuivre. Souvent disputée, Caracas, redevenue légaliste, continue à frapper des réaux aux armes de l'Espagne jusqu'en 1821. 
Sous le régime de la Grande Colombie (1821-1831), la Monnaie de Caracas frappe des quarts et des demis de réal colombien en argent, mettant le réal vénézuélien en suspens, lequel continue cependant à circuler, en même temps que d'anciennes monnaies. En 1837, le lancement du peso colombien rajoute encore une nouvelle monnaie.
Cette anarchie prend fin en 1843 quand le peso vénézuélien devient officiellement l'unité monétaire du pays, divisé en 10 réaux ou 100 centavos.

## Bibliografie
- Chester L. Krause et Mishler Clifford, Standard Catalog of World Coins: 1801–1991 (18e édition), Krause Publications, 1991,  (ISBN 0873411501).
- Albert Pick (dir.), Standard Catalog of World Paper Money: General Issues (7e édition), Krause Publications, 1994,  (ISBN 0-87341-207-9).